# Zgornji Prekar
Zgornji Prekar este o localitate din comuna Moravče, Slovenia, cu o populație de 43 de locuitori.